# Apocrypta crypta
Apocrypta crypta är en stekelart som beskrevs av Ulenberg 1985. Apocrypta crypta ingår i släktet Apocrypta och familjen fikonsteklar.
Artens utbredningsområde är Nigeria. Inga underarter finns listade i Catalogue of Life.